# (218237) 2002 WG25
(218237) 2002 WG25 es un asteroide perteneciente al cinturón de asteroides, descubierto el 22 de noviembre de 2002 por el equipo del Near Earth Asteroid Tracking desde el Observatorio Palomar, California, Estados Unidos.

## Designación y nombre
Designado provisionalmente como 2002 WG25.

## Características orbitales
(218237) 2002 WG25 está situado a una distancia media del Sol de 2,365 ua, pudiendo alejarse hasta 2,671 ua y acercarse hasta 2,059 ua. Su excentricidad es 0,130 y la inclinación orbital 1,000 grados. Emplea 1328,55 días en completar una órbita alrededor del Sol.

## Características físicas
La magnitud absoluta de (218237) 2002 WG25 es 17,21. 